# HD 185269
HD 185269 är en trippelstjärna belägen i den södra delen av stjärnbilden Svanen. Den har en skenbar magnitud av ca 6,67 och kräver åtminstone en handkikare för att kunna observeras. Baserat på parallax enligt Gaia Data Release 2 på ca 19,2 mas, beräknas den befinna sig på ett avstånd på ca 170 ljusår (ca 52 parsek) från solen. Den rör sig bort från solen med en heliocentrisk radialhastighet på ca 0,6 km/s.

## Egenskaper
Primärstjärnan HD 185269 A är en gul till vit underjättestjärna av spektralklass G0 IV. Den har en massa som är ca 1,3 solmassor, en radie som är ca 2 solradier och har ca 5 gånger solens utstrålning av energi från dess fotosfär vid en effektiv temperatur av ca 6 000 K.
En dubbelstjärna som följeslagare ligger med en separation av 4,5 bågsekunder. De är mycket mindre än HD 185269 A. Primärstjärnan i paret har en massa av 0,165 solmassor, medan sekundärstjärnan har en massa på 0,154  solmassor.

## Planetsystem
En het exoplanet av Jupiters storlek har upptäckts kretsa kring HD 185269 A.  Planeten har en omloppsperiod av 6,8 dygn i en excentrisk bana på ett avstånd av 0,077 AE från värdstjärnan.
| Planet | Massa             | Halv storaxel (AE) | Siderisk omloppstid (d) | Excentricitet | Inklination | Radie |
| ------ | ----------------- | ------------------ | ----------------------- | ------------- | ----------- | ----- |
| b      | ≥1,010 ± 0,014 MJ | 0,0770 ± 0,0034    | 6,83776 ± 0,00027       | 0,229 ± 0,014 | -           | -     |